# Pastorale d'autunno
Il Pastorale d'autunno, noto anche come Pensano all'uva?, è un dipinto a olio su tela (259,5x198,5 cm) realizzato nel 1749 dal pittore francese François Boucher.
È conservato nella Wallace Collection di Londra.
Il dipinto è stato commissionato da Daniel-Charles Trudaine, ministro delle finanze di Luigi XV.